# San Carlos (Arizona)
San Carlos es un lugar designado por el censo ubicado en el condado de Gila en el estado estadounidense de Arizona. En el Censo de 2010 tenía una población de 4038 habitantes y una densidad poblacional de 181,67 personas por km².

## Geografía
San Carlos se encuentra ubicado en las coordenadas 33°20′59″N 110°28′5″O / 33.34972, -110.46806. Según la Oficina del Censo de los Estados Unidos, San Carlos tiene una superficie total de 22.23 km², de la cual 22.21 km² corresponden a tierra firme y (0.06%) 0.01 km² es agua.

## Demografía
Según el censo de 2010, había 4.038 personas residiendo en San Carlos. La densidad de población era de 181,67 hab./km². De los 4.038 habitantes, San Carlos estaba compuesto por el 1.76% blancos, el 0.07% eran afroamericanos, el 97.18% eran amerindios, el 0% eran asiáticos, el 0% eran isleños del Pacífico, el 0.15% eran de otras razas y el 0.84% pertenecían a dos o más razas. Del total de la población el 2.92% eran hispanos o latinos de cualquier raza.